# Espiner gorja-roig
L'espiner gorja-roig (Phacellodomus erythrophthalmus) és una espècie d'ocell de la família dels furnàrids (Furnariidae) que habita al bosc de les terres baixes costaneres de l'est del Brasil.